# Somluck Kamsing

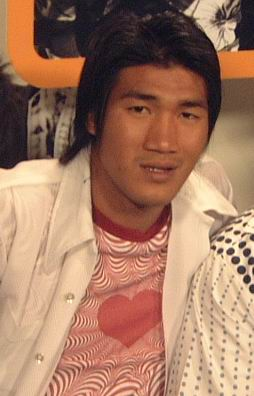
Somluck Kamsing

Somluck Kamsing (auch Kamsing, Somluck oder Somrak Khamsing; thailändisch สมรักษ์ คำสิงห์, * 16. Januar 1973 in Khon Kaen) ist ein ehemaliger thailändischer Boxer und Muay-Thai-Kämpfer. Kamsing war Bronzemedaillengewinner der Asienmeisterschaften 1992 und 2002 und Gewinner der Asienmeisterschaften 1994, der Südostasienspiele 1995, der Asienspiele 1994 und 1998 und der Olympischen Spiele 1996. Außerdem war er Teilnehmer der Olympischen Spiele 1992, 2000 und 2004.

## Karriere

### Boxen
Kamsing gewann 1992 im Federgewicht (-57 kg) die Bronzemedaille bei den Asienmeisterschaften. Damit qualifizierte er sich erstmals für die Olympischen Spiele, bei denen er den ersten Kampf gegen Michael Strange, Kanada (11:9), gewann, jedoch im Achtelfinale am späteren Silbermedaillengewinner Faustino Reyes, Spanien (24:15), scheiterte.
1994 gewann Kamsing sowohl bei den Asienmeisterschaften als auch bei den Asienspielen die Goldmedaille. Die Asienmeisterschaften 1995 endeten für ihn jedoch bereits in der Vorrunde mit einer Niederlage gegen den späteren Asienmeister Bakhtiyar Tilegenov, Kasachstan (5:3). Er fand jedoch bald wieder zur alten Stärke zurück und gewann 1995 die Südostasienspiele und 1996 bei den Olympischen Sommerspielen in Atlanta die erste olympische Goldmedaille für Thailand. Kamsing schlug dabei den Puerto-Ricaner Luis Seda (13:2), den Südafrikaner Philipp N’dou (12:7), den Russen Ramaz Paliani (13:4), den Argentinier Pablo Chacón (20:8) und im Finale mit 8:5 Punkten den Bulgaren Serafim Todorow, der im Halbfinale den Lokalmatadoren Floyd Mayweather Jr. bezwungen hatte.
Bei den Asienspielen 1998 gewann Kamsing wiederum die Goldmedaille, wobei er im Finale den Usbeken Tulkunbay Turgunov (8:3), schlug. Gegen ebendiesen gewann er auch das Finale des Weltcups im selben Jahr in Peking (8:4). Bei den Weltmeisterschaften im darauffolgenden Jahr musste er sich dagegen Turgunov geschlagen geben (10:2), welcher hier die Silbermedaille gewann, und schied somit im Viertelfinale aus. Weiter kam er auch nicht bei den Olympischen Spielen 2000. Nach Siegen über Andres Ledesma, Kolumbien (Abbruch 4. Runde), und Turgunov (7:2), schied er im Viertelfinale gegen Ricardo Juarez, USA (Abbruch 4. Runde), aus.
2001 stieg Kamsing ins Leichtgewicht (-60 kg) auf und traf bei den Weltmeisterschaften 2001 wieder auf seinen Dauergegner Turgunov, dem er sich diesmal erneut geschlagen geben musste (13:9). Bei den Asienmeisterschaften 2002 errang er nochmals die Bronzemedaille, die Olympischen Spiele 2004 endeten für ihn jedoch bereits im ersten Kampf gegen Benoit Gaudet, Kanada (32:17).

### Muay Thai
Im Alter von 7 Jahren begann Kamsing mit dem Muay Thai Training und bestritt auch schon bald seine ersten Kämpfe. Mit 11 Jahren ging er nach Bangkok, um in den größeren Arenen zu Kämpfen. Kamsing stieg zu einem der größten Muay-Thai-Kämpfer aller Zeiten auf und rangierte auf dem ersten Platz in den beiden größten Muay-Thai-Arenen Thailands. Er bestritt 304 Kämpfe, von denen er 291 gewann und 12 verlor.

## Sonstiges
Kamsing spielte in mehreren Filmen mit, u. a. 2006 zusammen mit Jet Li in Fearless. Außerdem startete er 2006 eine Gesangskarriere und veröffentlichte ein Album und ein Musikvideo.